# Hlaváč (Gobius)
Hlaváč (Gobius) je rod ryb z čeledi hlaváčovitých. Je rozšířen ve sladkých, brakických a mořských vodách Evropy, Asie a Afriky.

## Druhy
- Gobius ater Bellotti, 1888 – hlaváč potemnělý
- Gobius ateriformis Brito & P. J. Miller, 2001
- Gobius auratus A. Risso, 1810 – hlaváč zlatý
- Gobius bontii Bleeker, 1849
- Gobius bucchichi Steindachner, 1870 – hlaváč Bucchichův[1]
- Gobius cobitis Pallas, 1814 – hlaváč velký
- Gobius couchi P. J. Miller & El-Tawil, 1974 – hlaváč Couchův
- Gobius cruentatus J. F. Gmelin, 1789 – hlaváč krvavý
- Gobius fallax Sarato, 1889 – hlaváč šálivý
- Gobius gasteveni P. J. Miller, 1974 – hlaváč Gastevenův
- Gobius geniporus Valenciennes, 1837 – hlaváč štíhlý
- Gobius hypselosoma Bleeker, 1867
- Gobius incognitus Kovačić & Šanda, 2016[1]
- Gobius kolombatovici Kovačić & P. J. Miller, 2000
- Gobius koseirensis Klunzinger, 1871
- Gobius leucomelas W. K. H. Peters, 1868
- Gobius niger Linnaeus, 1758 – hlaváč černý
- Gobius paganellus Linnaeus, 1758 – hlaváč pestrý
- Gobius roulei F. de Buen, 1928 – hlaváč Rouleův
- Gobius rubropunctatus Delais, 1951
- Gobius salamansa Iglésias & Frotté, 2015[2]
- Gobius scorteccii Poll, 1961
- Gobius senegambiensis Metzelaar, 1919 – hlaváč písečný
- Gobius strictus Fage, 1907 – hlaváč vzpřímený
- Gobius tetrophthalmus Brito & P. J. Miller, 2001
- Gobius tropicus Osbeck, 1765
- Gobius vittatus Vinciguerra, 1883 – hlaváč proužkatý
- Gobius xanthocephalus Heymer & Zander, 1992 – hlaváč žlutohlavý